# Anchimolgus digitatus
Anchimolgus digitatus is een eenoogkreeftjessoort uit de familie van de Anchimolgidae. De wetenschappelijke naam van de soort is voor het eerst geldig gepubliceerd in 1968 door Humes & Ho.